# Amaiur
Amaiur foi uma coalizão política, que consistia nos partidos políticos bascos Eusko Alkartasuna, Alternatiba, Aralar e independentes da esquerda nacionalista (abertzale), para participar da Eleições gerais na Espanha em 2011. Procuravam defender o direito à autodeterminação do País Basco e Navarra na Câmara dos Deputados e no Senado da Espanha. A coligação levava o nome da vila de Amaiur, onde existia o Castelo de Amaiur, um dos últimos focos de resistência durante a Conquista de Navarra.
Nas eleições bascas de 2012, os mesmos partidos apresentaram-se na coligação Euskal Herria Bildu.